# Craig Randall II
Leonard Craig Randall II (Youngstown, 22 aprile 1996) è un cestista statunitense.

## Statistiche

### College
| Anno      | Squadra        | PG | PT | MP   | TC%  | 3P%  | TL%  | RP  | AP  | PRP | SP  | PP   |
| --------- | -------------- | -- | -- | ---- | ---- | ---- | ---- | --- | --- | --- | --- | ---- |
| 2015-2016 | Memphis Tigers | 24 | 5  | 7,5  | 27,8 | 18,6 | 50,0 | 1,3 | 0,5 | 0,3 | 0,1 | 2,2  |
| 2016-2017 | Memphis Tigers | 32 | 0  | 18,1 | 34,9 | 28,8 | 51,7 | 1,4 | 1,0 | 0,6 | 0,2 | 5,2  |
| 2018-2019 | UTM Skyhawks   | 12 | 10 | 33,8 | 43,6 | 34,4 | 84,6 | 3,6 | 2,5 | 1,1 | 0,2 | 16,3 |
| 2019-2020 | UTM Skyhawks   | 9  | 8  | 27,3 | 38,3 | 31,7 | 60,0 | 2,7 | 2,4 | 0,8 | 0,1 | 12,9 |
| Carriera  | Carriera       | 77 | 23 | 18,3 | 37,4 | 29,6 | 64,1 | 1,9 | 1,2 | 0,6 | 0,1 | 6,9  |

### G League
| Anno      | Squadra          | PG | PT | MP   | TC%  | 3P%  | TL%  | RP  | AP  | PRP | SP  | PP   |
| --------- | ---------------- | -- | -- | ---- | ---- | ---- | ---- | --- | --- | --- | --- | ---- |
| 2021-2022 | Long Island Nets | 41 | 35 | 36,5 | 41,1 | 33,3 | 75,7 | 4,7 | 5,2 | 1,1 | 0,2 | 21,3 |
| 2022-2023 | Iowa Wolves      | 19 | 9  | 34,2 | 40,3 | 34,7 | 68,2 | 5,7 | 4,4 | 0,7 | 0,1 | 21,2 |
| Carriera  | Carriera         | 60 | 44 | 35,7 | 40,8 | 33,7 | 73,9 | 5,0 | 4,9 | 1,0 | 0,2 | 21,3 |

## Palmarès

### Individuale
- NBA G League Most Improved Player Award (2022)